# نگاشت دوخطی
در ریاضیات، نگاشت دوخطی تابعی است که عناصر دو فضای برداری را با هم ترکیب کرده تا عنصری در یک فضای برداری سوم تولید نماید. همچنین این تابع تحت هر کدام از ورودی‌هایش (یا آرگومان‌هایش) خطی است. ضرب ماتریسی مثل‌ها‌یی از چنین توابعی است.

## تعریف

### فضاهای برداری
فرض کنید {\displaystyle V,W,X} سه فضای برداری روی میدان {\displaystyle F} باشند. نگاشت دوخطی تابعی به صورت:
{\displaystyle B:V\times W\to X}
است به طوری که برای تمام {\displaystyle w\in W}، نگاشت {\displaystyle B_{w}}:
{\displaystyle v\mapsto B(v,w)}
نگاشتی خطی از {\displaystyle V} به {\displaystyle X} است و برای تمام {\displaystyle v\in V}، نگاشت {\displaystyle B_{v}}:
{\displaystyle w\mapsto B(v,w)}
یک نگاشت خطی از {\displaystyle W} به {\displaystyle X} است.